# فرودگاه ردهیل
فرودگاه ردهیل (به انگلیسی: Redhill Aerodrome) یک فرودگاه خصوصی با کد یاتا KRH است که یک باند فرود چمن دارد و طول باند آن ۸۵۱ متر است. این فرودگاه در کشور انگلستان قرار دارد و در ارتفاع ۶۸ متری از سطح دریا واقع شده است.